# Ernesto Bazzaro

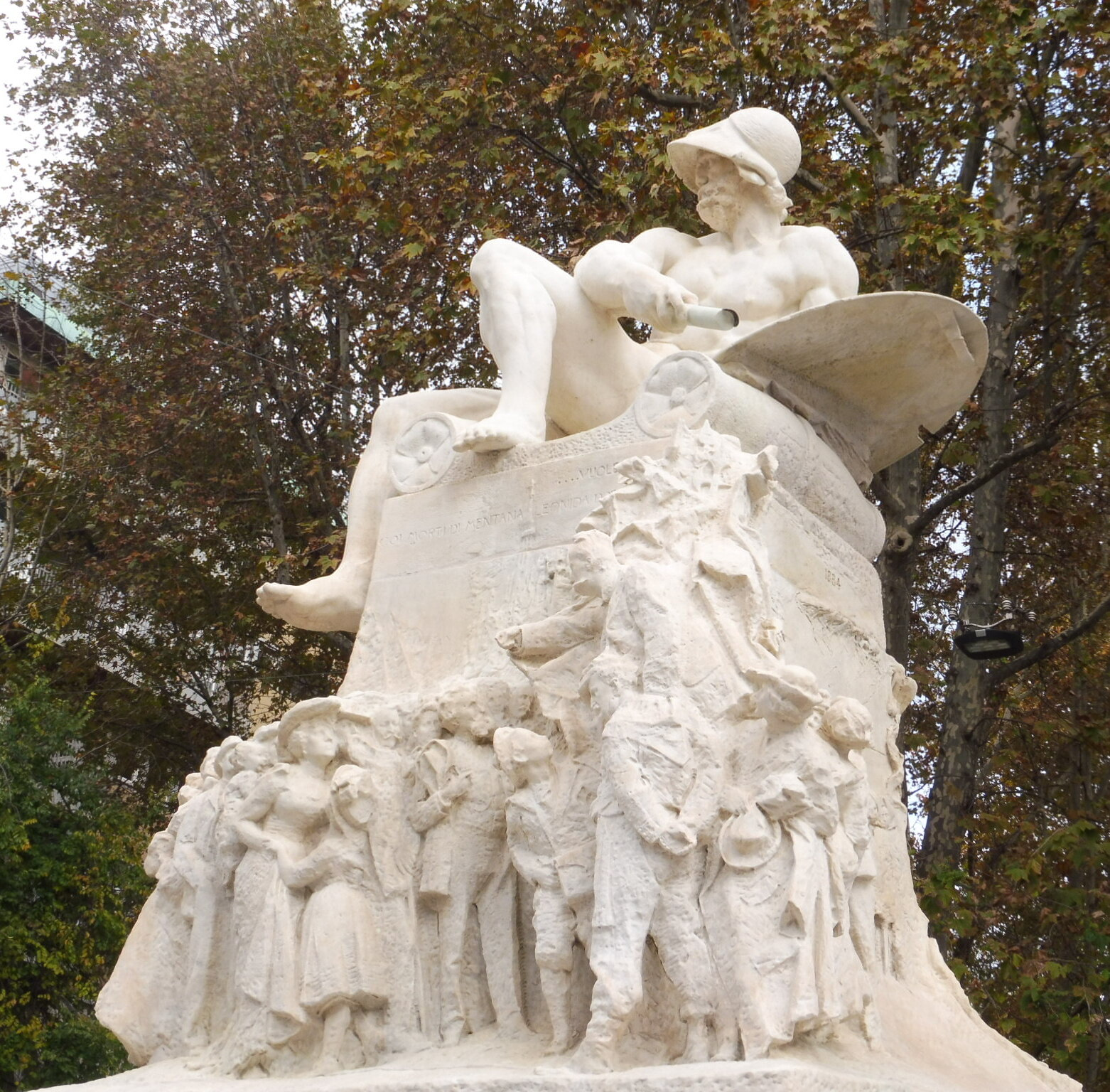
Ernesto Bazzaro
Il monumento a Felice Cavallotti, Milano

Ernesto Bazzaro (Milano, 29 maggio 1859 – Milano, 18 maggio 1937) è stato uno scultore e incisore italiano.

## Biografia
Nasce a Milano nel 1859, fratello minore del pittore Leonardo. 

Nel 1875 si iscrive all'Accademia di Belle Arti di Brera, frequentando i corsi di Antonio Borghi e Giuseppe Grandi dedicandosi alla scultura, segue i corsi di ornato e conosce Leonardo Bistolfi e Gaetano Previati. 
È stato uno degli scultori lombardi più importanti della fine del XIX secolo, con una tecnica vicina all'impressionismo.
Le figure artistiche che peseranno sul linguaggio figurativo di Bazzaro saranno principalmente quelle del pittore Tranquillo Cremona e dello scultore Giuseppe Grandi, influenze che sono visibili nel Ritratto della madre e nella Lettrice del 1881.
Nel 1881 vince il concorso Luigi Canonica presentando la scultura Sordello da Goito, opera di gusto ancora romantico. In questi anni entra in contatto con la Scapigliatura milanese, un rapporto che sarà fondamentale per la sua formazione; segue le attività della Famiglia Artistica e della Società Permanente. 
Suoi sono l'originale in marmo della statua di Garibaldi a Monza e il monumento a Felice Cavallotti a Milano, nel quale è rappresentato Leonida, l'eroe della battaglia delle Termopili al quale Cavallotti stesso aveva dedicato la sua opera La marcia di Leonida.  Il monumento a Felice Cavallotti, realizzato fra il 1901 e il 1906, resta verosimilmente la sua opera di maggior rilievo.
Dal 1905 al 1908 fa parte del Consiglio Comunale di Milano. Nel 1913 espone Beduina e Autoritratto sorridente all'Esposizione Internazionale di Roma. 
Nel 1917 tiene la sua prima personale alla Galleria Centrale d'Arte di Milano, dove tra le altre opere presenta il bronzo Autoritratto serio. 

Proprio gli autoritratti costituiscono, per l'intensa resa psicologica che li caratterizza, la sezione più interessante della produzione di Bazzaro.
Molti altri suoi lavori sono stati creati per monumenti funerari nel Cimitero Monumentale di Milano e in quello di Pallanza.

Curiosa la vicenda delle sue due figure femminili scolpite per la facciata del Palazzo Castiglioni di Milano: ritenute eccessivamente procaci dalla popolazione, fu necessario rimuoverle e installarle in un altro edificio.
Bazzaro muore a Milano nel 1937.
Tra i suoi allievi ricordiamo Costante Coter e Paolo Troubetzkoy.

## Opere

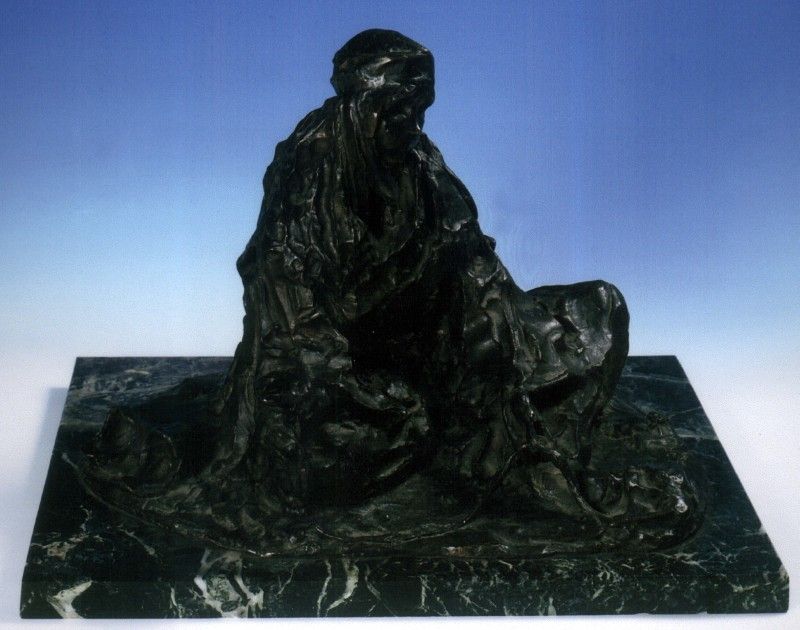
Filatrice araba, 1891-1892 (Fondazione Cariplo)

Elenco dei musei, enti e siti che espongono opere dell'artista:
- La vedova, Galleria Nazionale d'Arte Moderna e Contemporanea (RM)
- Cimitero Comunale, Gignese (VB)
- Monumento a Garibaldi, Monza, 1886
- Donna piangente, Tomba Sibilla, Cimitero di Cesano Boscone, 1897
- Al Cimitero Monumentale di Milano le tombe:
  - “La Rassegnazione”, Monumento Radice[1], 1887
  - Putti che si abbracciano, Tomba di Ermenegildo Castiglioni, 1897[2]
  - “Omaggio a Giuseppe Verdi”, Monumento Carinelli Montini, 1906.
  - Ripamonti
  - Edicola Pasquale Crespi[3],1908
  - "Resurrezione di Lazzaro", Romolo Squadrelli, 1911
  - Monumento Guffanti,1918
  - Monumento Mariani, 1926[4]
  - Autoritratto serio, Monumento Ernesto Bazzaro
- Monumento a Felice Cavallotti, Milano, 1906
- Galleria d'Arte Moderna Raccolta Lercaro, Bologna
- La fuga in Egitto, Galleria d'arte moderna Ricci Oddi, Piacenza[5]
- Museo Casa Natale di Michelangelo Buonarroti, Caprese Michelangelo (AR)
- Museo Vito Mele, Basilica santuario di Santa Maria de Finibus Terrae (LE)
- Palazzo Castiglioni, Milano, 1903
- "Miserere" bassorilievo ai fianchi del portale d'ingresso al famedio, Cimitero Monumentale,[6]Bergamo, 1913
- Monumento ai Caduti, Mariano Comense  (CO), 1922[7]
- Monumento ai Caduti, Vigevano, 1927[8]
- Monumento ai Caduti, Palazzolo sull'Oglio, 1927[9]
- Donna araba intenta ad allattare il proprio figlio sul dorso di un cammello, Pinacoteca Repossi, Chiari
- Monumento ai Caduti, Brugherio (MI), 1933

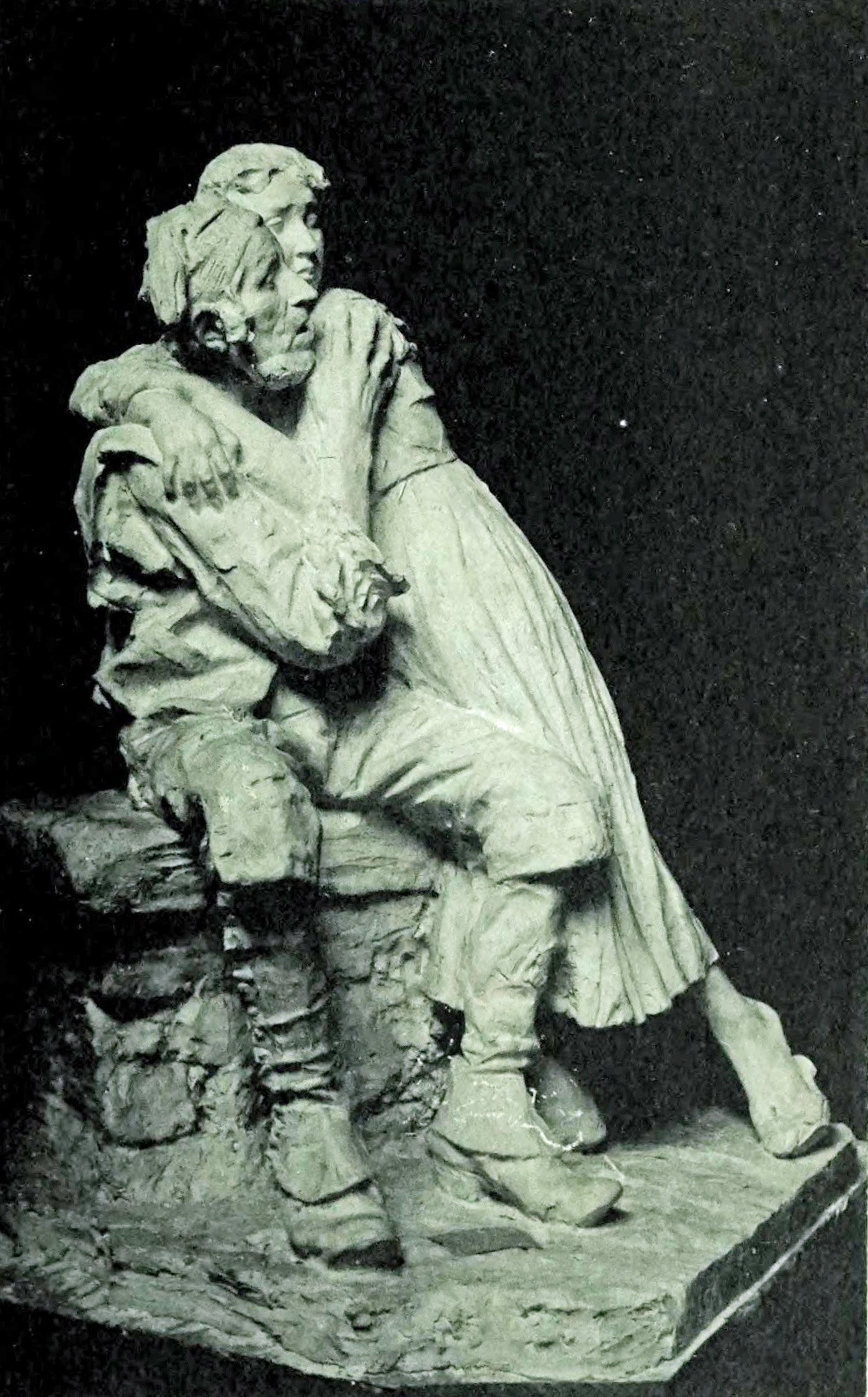
La trovatella, Prima esposizione triennale 1891
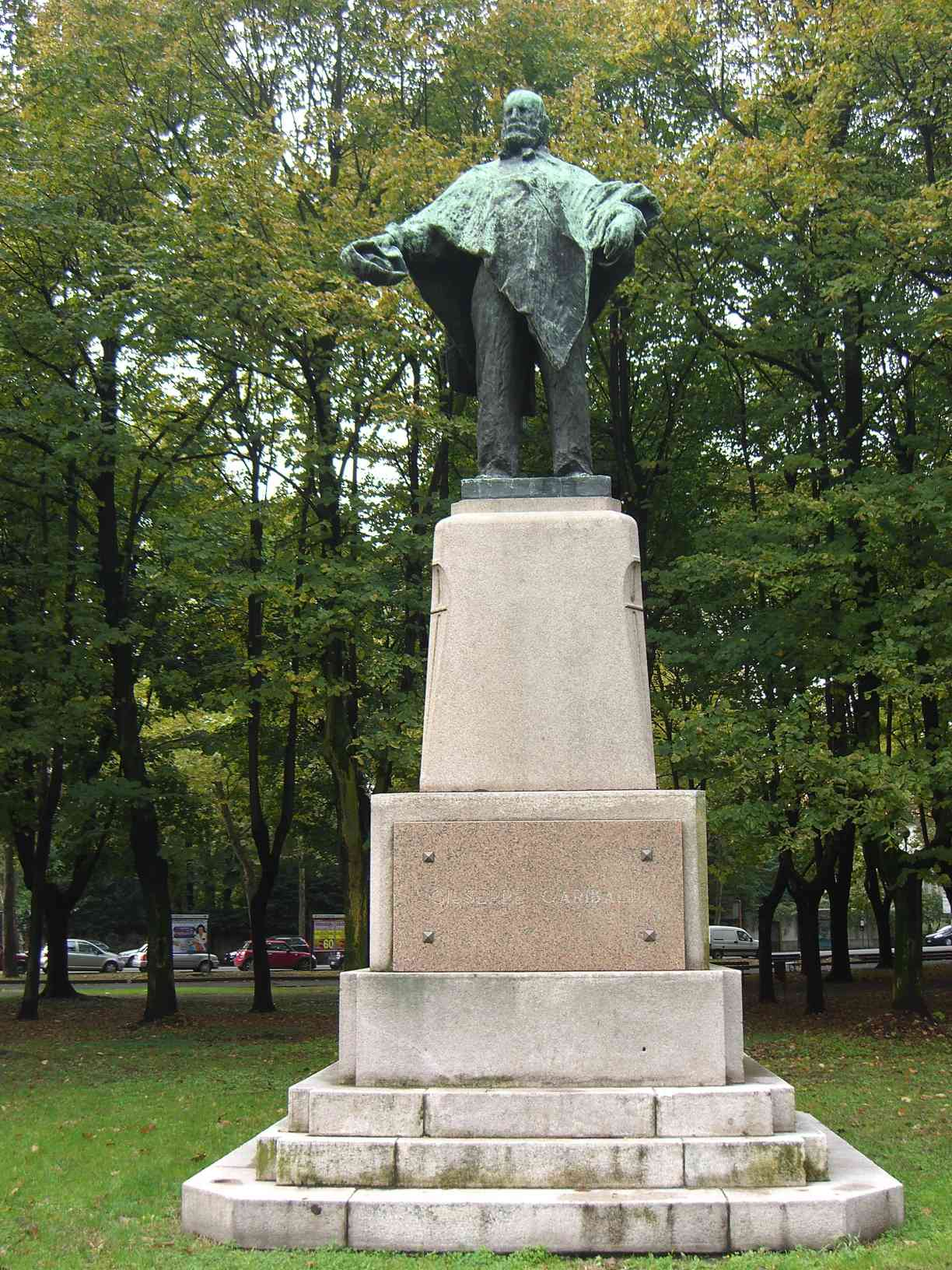
Monza, monumento a Giuseppe Garibaldi
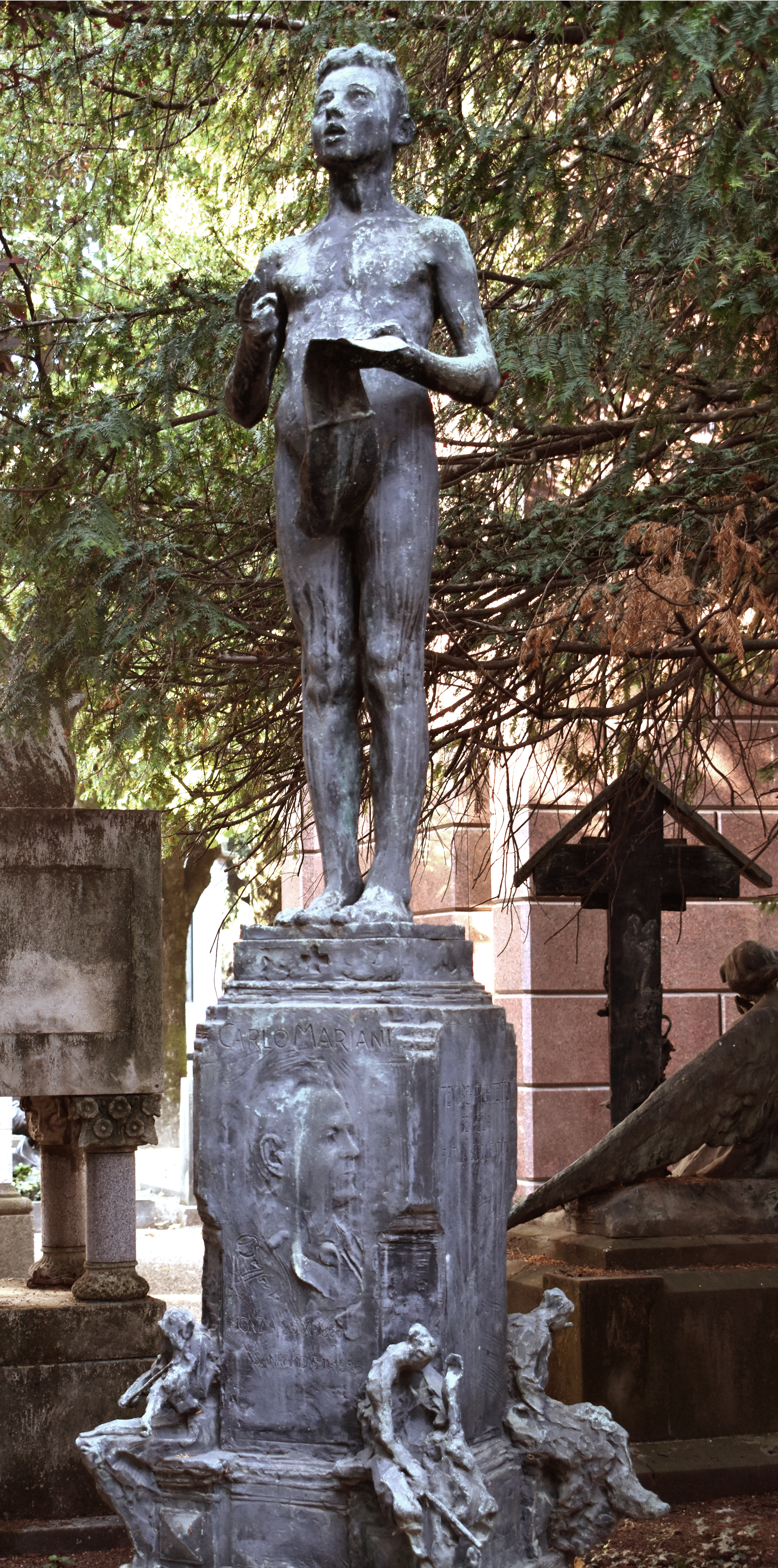
Monumento Mariani, Cimitero Monumentale di Milano